# Мугні
Мугні (вірм. Մուղնի) — село в марзі Арагацотн, на заході Вірменії. Мугні розташований на північ від Аштарака. До російського завоювання, вона була найпівденнішим містом в Апаранському районі. В Мугні розташований монастир Святого Геворга XIV століття, який нещодавно відреставрований. Раніше монастир був популярним місцем паломництва і місцем перебування архієпископа. Купол був перебудований в 1660-ті роки.